# Purmamarca
Purmamarca ist ein Dorf im Departamento Tumbaya in der Provinz Jujuy im Nordwesten Argentiniens. Es liegt auf einer Höhe von 2206 Metern und gilt als Tor zur Schlucht Quebrada de Humahuaca. Das kleine, indigen geprägte Dorf zählt 2095 Einwohner im Jahr 2001. Am nördlichen Ortsrand fließt der Río Purmamarca vorbei, und im Süden befinden sich farbige Bergformationen, für die Purmamarca bekannt ist.
Purmamarca ist ein Verkehrsknotenpunkt an der Ruta Provincial 16, die nach Westen über Susques zum Paso de Jama nach Chile führt. Diese Straße ist bis zur Grenze asphaltiert. Unter der Woche dominiert der Warenaustausch mit dem Nachbarland den Verkehr, am Wochenende der Tourismus. Der höchste Punkt dieser Strecke sind die Altos del Morado mit 4.170 m.
Drei Kilometer östlich von Purmamarca führt die Ruta Nacional 9 von Süden nach Norden. Sie verbindet die 65 Kilometer entfernt liegende Provinzhauptstadt San Salvador de Jujuy mit La Quiaca, der Grenzstadt zu Bolivien und führt dabei an Maimará, Tilcara und Humahuaca vorbei durch die Quebrada de Humahuaca.

## Geschichte
Purmamarca war bereits ein alter Rastplatz auf dem Camino del Inca, längst bevor die Spanier kamen. Die spanische Ortsgründung erfolgte im 17. Jahrhundert. Sie registrierten ihn unter dem Namen, wie sie ihn von den Maisbauern der Gegend überliefert bekamen. Auf Aymara bedeutet der Name „Dorf der unberührten Erde“. Seit 1975 steht Purmamarca als „Lugar Histórico“ (historischer Ort) unter Denkmalschutz.

## Tourismus
Purmamarca ist bekannt bei argentinischen und ausländischen Touristen wegen seiner malerischen Lage in der vom Río Purmamarca durchflossenen Quebrada de Purmamarca am Rande der Puna und am Eingang zur Quebrada de Humahuaca. Das Ortsbild ist geprägt von kolonialer Bausubstanz, ergänzt durch moderne Hotels, Hostales und Restaurants in der traditionellen Adobebauweise. Der Kunsthandwerksmarkt vermittelt bei Tage eine Betriebsamkeit, die bei Nacht in eine Stille übergeht. 

### Bekannte touristische Ziele

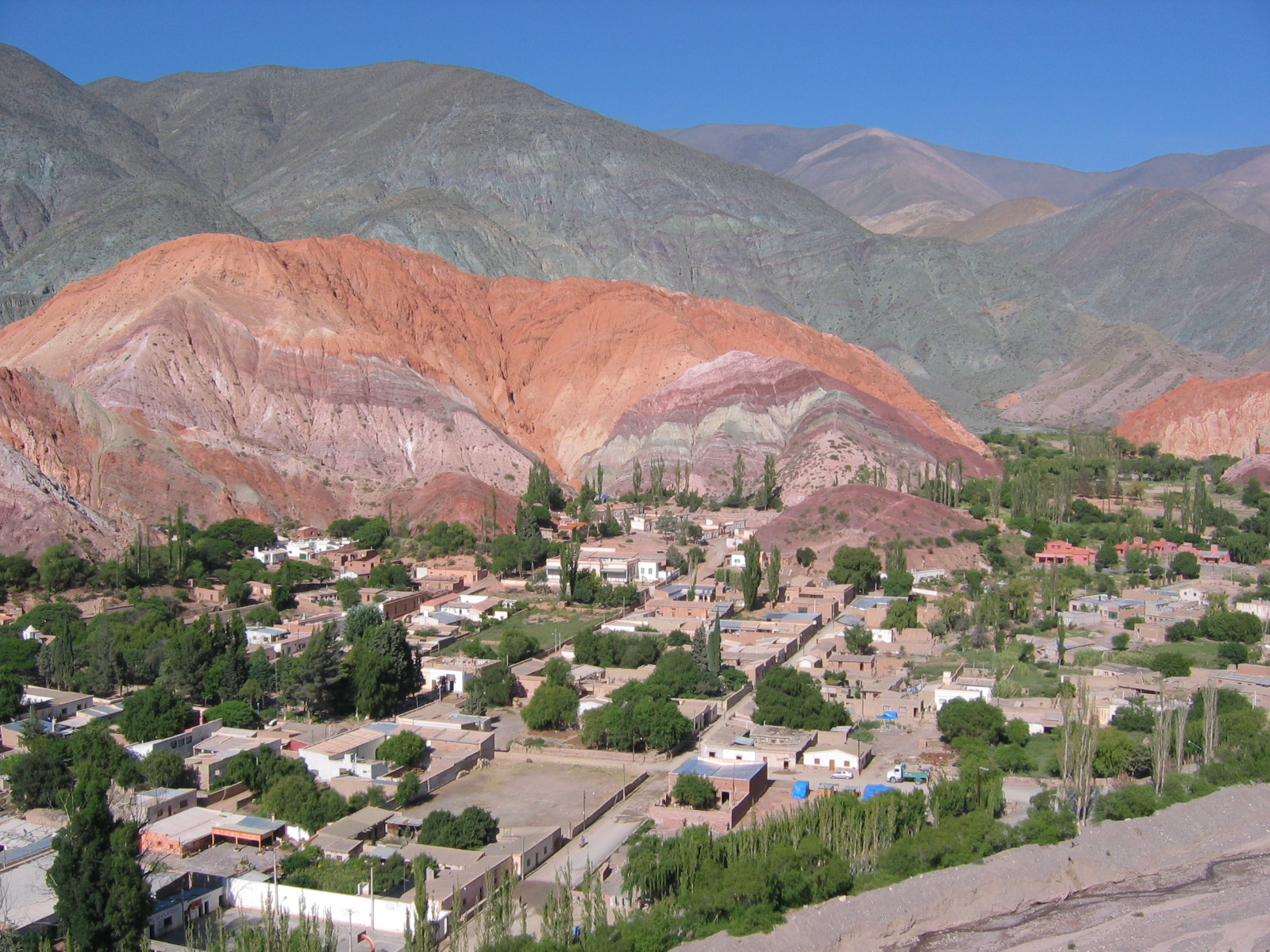
Cerro de los Siete Colores

- Cerro de los Siete Colores. Der "Berg der sieben Farben" gehört zur Cordillera Oriental und liegt westlich von Purmamarca. Der Cerro de los Siete Colores ist Produkt komplexer geologischer Prozesse, die sich über einen Zeitraum von 600 Millionen Jahre hinzogen. Die verschiedenen Farbschichten sind Ergebnis von Meeres-, See- und Flusssedimenten, die durch zusätzliche tektonische Bewegungen der Erde zu ihrer heutigen Form gelangten.
- Paseo de los Colorados. Der 3 km lange Rundweg erlaubt den Blick auf von der Natur geformten Skulpturen an den Berghängen im Rücken Purmamarcas.

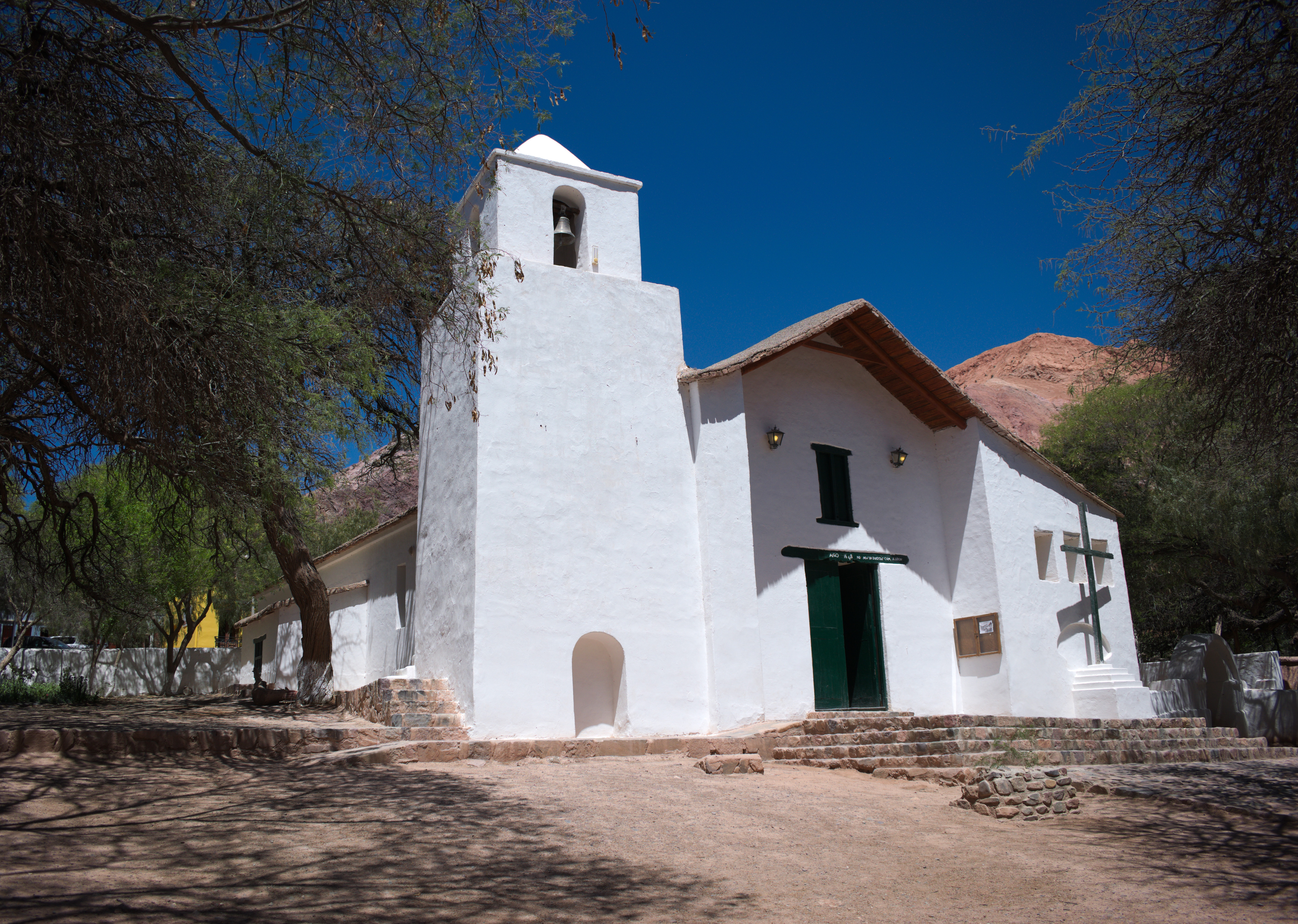
Iglesia de Santa Rosa de Lima

- Iglesia de Santa Rosa de Lima. Die im klassischen Stil der Quebrada erbaute weiß getünchte Adobe-Kirche aus dem Jahre 1648 wurde 1941 zum Nationaldenkmal erklärt. Im Inneren der Kirche befinden sich Holzarbeiten aus Cardón, dem Holz des Kandelaber-Kaktus. An den Wänden der einschiffigen Kirche hängen Ölgemälde anonymer Maler des 18. Jahrhunderts aus der Malschule des alten Cuzco, darunter die Virgen de Cocharcas, La Piedad und die Inmaculada Concepción, neben der Schutzheiligen der Kirche, Santa Rosa de Lima.
- Algarrobo Histórico. Das Alter des Johannisbrotbaums neben der Kirche wird auf rund 1000 Jahre geschätzt.
- Feria Artesanal. Der Kunsthandwerksmarkt ist ganzjährig rund um den Hauptplatz des Ortes geöffnet.

## Feste
- Januar. Unter dem Algarrobo Histórico versammeln sich die Copleros, um im Schatten des Baumes die Verse ihrer Vorfahren zu singen.
- März. Der Karneval, am ersten Märzwochenende. Er beginnt am Samstag mit dem vertreiben des Karnevallsteufels und endet am Mittwoch. Der Karneval ist nicht mit dem von Brasilien zu vergleichen und hat seine ganz eigene Tradition.
- August. Das Patronatsfest zu Ehren von Santa Rosa de Lima findet alljährlich am 30. August statt.